# Vokalisti Salone
Vokalisti Salone su kulturno umjetničko udruženje osnovano 1974. godine u Solinu. Kao vokalni sastav orijentirani su na izvođenje pučkih napjeva dalmatinskog podneblja, crkvenih popijevki i dalmatinskih klapskih pjesama.
S Vokalistima Salone rad je započeo maestro Duško Tambača koji je i ustrojio prvi sastav. Osim njega neizbrisiv trag je ostavio i maestro Ljubo Stipišić, bard dalmatinske pjesme. Osim ova dva maestra Vokaliste Salone su vodili i : pok. Petar Cvitanović, Nikola Buble, Rajimir Kraljević, Ivo Lipanović i Grgo Grubišić. Ljubo Stipišić je punih 15 godina vodio Vokaliste Salone. Vođenje ansambla je 2009. preuzeo prof. Vladan Vuletin, a njega je 2011. zamijenio maestro Mirko Jankov.
Umjetnički voditelj bio je i Tonći Ćićerić.
Više puta su nastupali na "Festivalu dalmatinskih klapa" u Omišu osvajajući niz nagrada, uključujući i nagrade za najbolju izvedbu.
U ožujku 1998. godine na natjecanju zborova Zagreb osvajaju "Srebrnu plaketu".
Nastupali su širom Hrvatske i u inozemstvu, a do sada su objavili sedam nosača zvuka.

## Vanjske poveznice
- Vokalisti Salone.hr